# Tureň
Tureň est un village de Slovaquie situé dans la région de Bratislava.

## Histoire
Première mention écrite du village en 1252.
La localité fut annexée par la Hongrie après le premier arbitrage de Vienne le 2 novembre 1938. En 1938, on comptait 309 habitants dont Elle faisait partie du district de Galanta, en hongrois Galántai járás. Le nom de la localité avant la Seconde Guerre mondiale était Tureň/Torony. Durant la période 1938 -1945, le nom hongrois Dunatorony était d'usage. À la libération, la commune a été réintégrée dans la Tchécoslovaquie reconstituée.
Le hameau de Zonc était une commune autonome en 1938. Il comptait 305 habitants en 1938. Elle faisait partie du district de Galanta, en hongrois Galántai járás. Le nom de la localité avant la Seconde Guerre mondiale était Zonc. Durant la période 1938 -1945, le nom hongrois Zonc était d'usage.

## Démographie

### Évolution de la population
| Année:               | 1994. | 2004.   | 2014.    | 2024.    |
| -------------------- | ----- | ------- | -------- | -------- |
| Nombre de personnes: | 840   | 878     | 1089     | 1282     |
| Différence:          |       | +4,52 % | +24,03 % | +17,72 % |

| Année:               | 2023. | 2024.   |
| -------------------- | ----- | ------- |
| Nombre de personnes: | 1264  | 1282    |
| Différence:          |       | +1,42 % |